# GN-001 Gundam Exia
 (août 2018).
Si vous disposez d'ouvrages ou d'articles de référence ou si vous connaissez des sites web de qualité traitant du thème abordé ici, merci de compléter l'article en donnant les références utiles à sa vérifiabilité et en les liant à la section « Notes et références ».
Pilote
- Setsuna F. Seiei  (gundam meister)

GN-001 Gundam Exia est un mecha de l'univers fictif de Gundam.

## Description
Le GN-001 Gundam Exia, piloté par Setsuna F. Seiei, est un gundam destiné aux combats rapprochés, utilisant un arsenal constitués presque exclusivement de lames et d'épées. Le nom "Exia" viens de "exa" qui signifie six, cela fait référence au 6 épées porté par Exia, une fois complètement équipé.
Il fait partie avec le GN-002 Gundam Dynames, le GN-003 Gundam Kyrios et le GN-005 Gundam Virtue, des 4 Gundams utilisés par Celestial Being, organisation secrète, œuvrant pour l'éradication de la guerre par les armes.

## Armement
Le GN-001 Gundam Exia porte comme nom de code Seven Swords (Sept Épées), en raison de l'utilisation de 7 épées de différentes tailles, permettant de s'adapter à plusieurs types de combats différents. Dû à son manque d'armes à longue distance, son pilote doit le manœuvrer rapidement pour atteindre ses ennemis, et pouvoir les attaquer au corps-à-corps:
- GN sword-rifle (ou GN épée-canon)

L'arme majoritairement utilisé par le Gundam Exia. Il s'agit d'une grande lame métallique attachée à un bouclier, recouvrant un Pistolet GN. C'est une arme efficace, permettant de trancher presque tout-type de matière (même les bouclier GN), contrairement aux épées laser.
- GN long-blade et GN short-blade (GN épée longue et GN épée courte)

Un duo d'épées, utilisées conjointement pour se défaire de multiples ennemis en un minimum de temps, l'épée longue est utilisée pour atteindre des cibles un peu plus éloignées, tandis que l'épée courte peut être lancée sur un adversaire à moyenne distance.
- GN beam saber et GN beam dagger (ou GN épée laser et GN couteau laser)

Ce set d'arme est utilisé lors de situation spécifique: si l'adversaire est beaucoup trop mobile pour être détruit par le GN épée-canon, alors on utilise l'épée laser. Les couteaux laser sont utilisés comme des projectiles, lancés sur les robots adverses.